# Tetragonula minor
Tetragonula minor là một loài Hymenoptera trong họ Apidae. Loài này được Sakagami mô tả khoa học năm 1978.